# Oliver Carrara
Oliver Carrara (født 20. januar 1998) er en dansk fodboldspiller, der spiller for FC Gladsaxe.

## Karriere

### Brøndby IF
Oliver Carrara og Brøndby IF U17 vandt guldet i en pokalfinale mod AB i Frederiksberg Idrætspark.

### Akademisk Boldklub
Den 25. juli 2017 blev det offentliggjort, at Oliver Carrara skiftede til Akademisk Boldklub og startede sin seniorkarriere.